# Márcio Mixirica
Márcio Mandinga dos Santos, mais conhecido como Márcio Mixirica ou Márcio Mexerica (Biritiba Mirim, 23 de janeiro de 1975) é um ex-futebolista brasileiro que atuava como atacante.
Virou "Mexerica" por causa de uma piada de antigo companheiro de clube, devido à grande quantidade de espinhas que tinha no rosto.
Atualmente está aposentado e mora em Orlando nos Estados Unidos.

## Carreira
Com o Juventude, foi Campeão da Copa do Brasil de 1999, quando marcou o 2º gol no jogo de ida contra o Botafogo, vencido por 2 a 1 pelo clube gaúcho no Alfredo Jaconi. Ao todo, marcou 4 gols na competição.
O zagueiro Capone acabou sendo contratado pelo Galatasaray e não poupou esforços para levar Márcio Mixirica junto com ele para Istambul.
No clube turco, o atacante conseguiu ajudar os Leões a vencerem quatro títulos logo na sua primeira temporada: o Campeonato Turco (1999/00); a Copa da Turquia (1999/00), onde marcou gol na final; a Copa da UEFA (1999/00), contra o poderoso Arsenal de Henry e Bergkamp; e a Supercopa da UEFA (2000). Na temporada seguinte, não teve tanto sucesso quanto na anterior.
Em fevereiro de 2005, chegou ao São Caetano.
Viveu outro grande momento no Santo André, que defendeu entre 2007 e 2008, e faturou a Série A2 do Paulista e foi vice-campeão da Série B do Campeonato Brasileiro, onde foi o terceiro principal artilheiro da competição com 14 gols.
Pela Ponte Preta, fez gol do título do Troféu do Interior de 2009.
Encerrou a carreira em 2010 pelo América-RN.

## Títulos
Juventude
- Copa do Brasil: 1999[16]

Galatasaray
- Campeonato Turco: 2000
- Copa da Turquia: 2000
- Copa da UEFA: 1999/2000.[17]
- Supercopa da UEFA: 2000

Santo André
- Campeão Paulista Série A2: 2008

Ponte Preta
- Campeonato Paulista do Interior: 2009

## Artilharias
Santo André
- Campeão Paulista Série A2: 2008